# 南贍部洲
南贍部洲，又稱贍部洲（羅馬化：Jambu-dvīpa），又譯南瞻部洲、閻浮提、南閻浮洲、琰浮洲、閻浮提鞞波等。是古印度文献中常用于描述大印度地区的名称。
為佛教傳說中世界四大部洲（另包括東勝神洲、西牛賀洲和北俱蘆洲）之一，位於南方，也就是佛教觀點中人類所居住的世界。

## 詞源
梵語（jambu）為樹名，即閻浮樹（贍部树），是一種生長在印度南方的大型喬木，印度传说它生长在世界中心，根部产黄金。（dvīpa），义爲岛、洲。

## 概論
此地因盛長閻浮樹而得名，在須彌山之南，故又稱南閻浮洲。
《阿含經》稱“南面有洲，名閻浮提，其地縱廣七千由旬，北闊南狹。”认为此洲地形北闊南狹，人面也长如地形。由增长天王居住、護持。
在佛教傳說中，南贍部洲為人類的起源地。閻浮提中第一個造的城，為瞻婆城，接下來為伽尸婆羅捺城與王舍城。
因位於世界之中央，釋迦牟尼誕生於此，一個稱為中國的地方。

## 小说概念
在中國神魔小說《西遊記》中，大唐帝國位於南贍部洲內，是唐三藏出發的起點，同時孫悟空也是被如來佛封印於此地帶。